# Sörényes íbisz

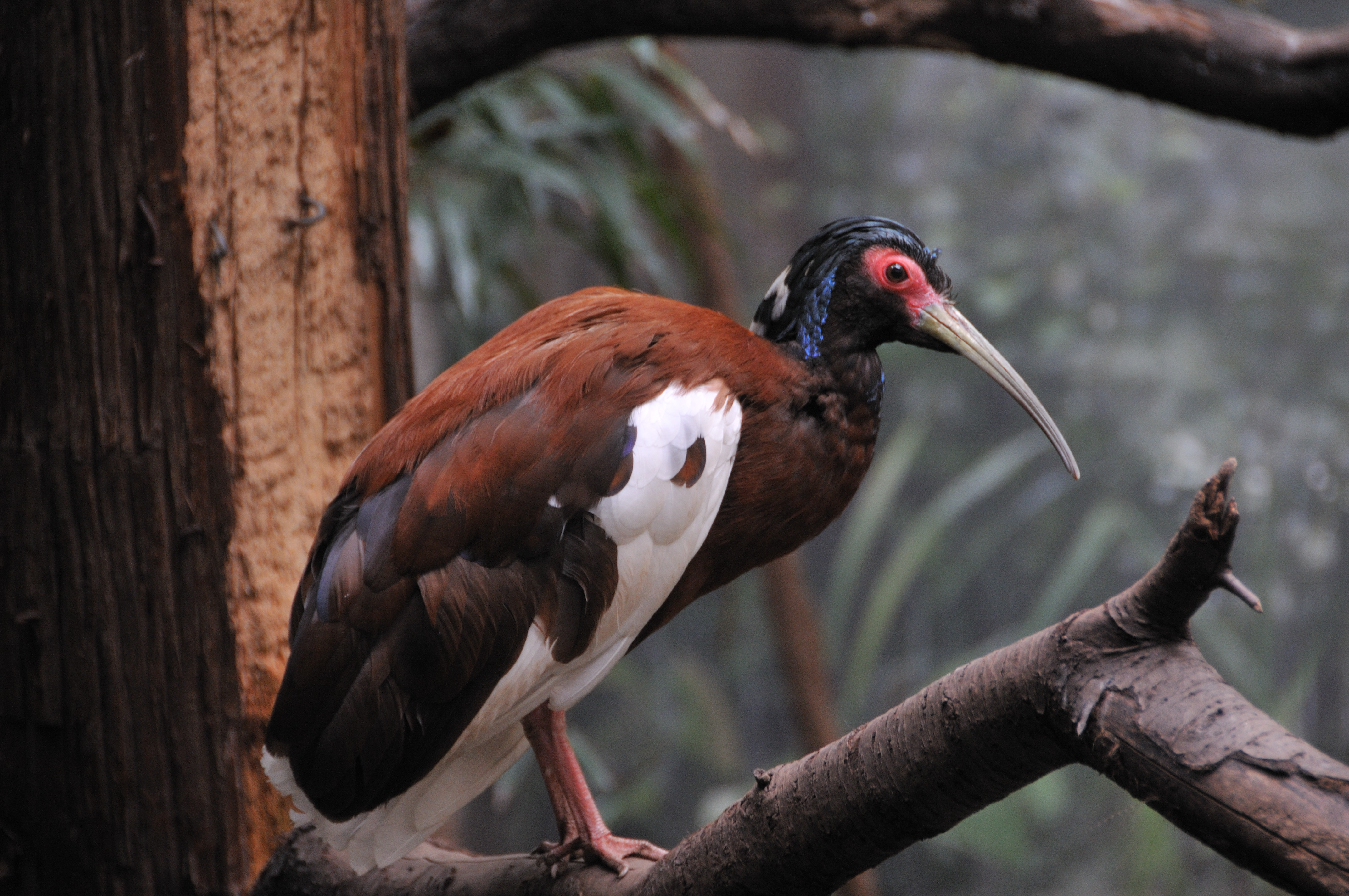
Lophotibis cristata

A sörényes íbisz (Lophotibis cristata) a madarak (Aves) osztályának a gödényalakúak (Pelecaniformes) rendjébe, ezen belül az íbiszfélék (Threskiornithidae) családjába és az íbiszformák (Threskiornithinae) alcsaládjába tartozó 
Lophotibis madárnem egyetlen faja.

## Elterjedése, élőhelye
Kizárólag Madagaszkár szigetén él. Erdőlakó faj és az erdők nagyfokú irtása e fajt is kedvezőtlenül érinti.

## Alfajai
- Lophotibis cristata cristata
- Lophotibis cristata urschi

## Megjelenése
Magassága 65 centiméter. Teste rőtesbarna, tarkóját aranyos és kékes csillogású sörény díszíti. Szárnyai belső oldalai fehérek. Fejének oldalai vörösek.

## Életmódja
Erdőlakó faj. Remete természetű madarak, melyek párokra elkülönölve, az egész év során egy körzetben élnek. 
Táplálékkeresés közben páronként sétál az aljnövényzetben és zörög az avarban. 
Amikor az erdő félhomályában egyikük felrepül, szárnyának fehérsége jeladás a párjának.

## Szaporodása
Az íbiszfajok többségétől eltérően páronként elkülönülve él és magányosan is fészkel. 
Fészkét az őserdő magas fáin építi.